# Robert Barth (Rennfahrer)

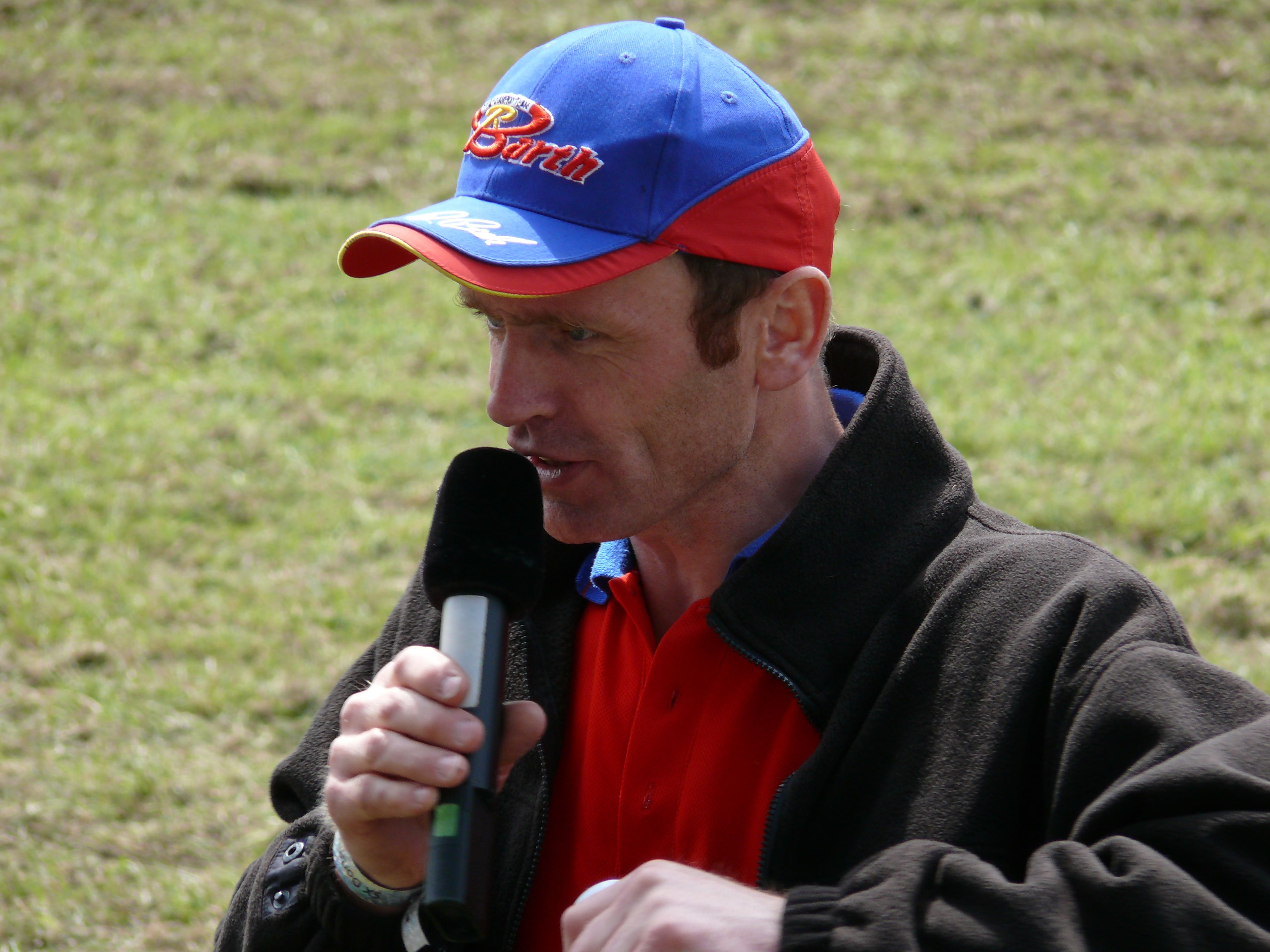
Robert Barth 2007

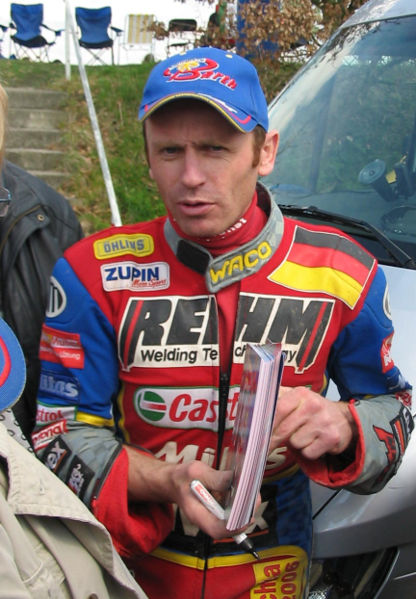
Robert Barth beim Speedway-Bundesligarennen in Brokstedt

Robert Barth (* 10. August 1968 in Memmingen) ist ein deutscher Speedway-Motorradrennfahrer. Barth wurde viermaliger Langbahn-Weltmeister und trat 2006 vom aktiven Rennsport zurück.
Nach seiner Schulausbildung machte Barth eine Lehre zum Kfz-Mechaniker. Er legte die Meisterprüfung ab und ist Kraftfahrzeugmeister.
Sportlich hervor trat Barth erstmals 1987, als er "Deutscher Junioren Meister" wurde. Den Titel konnte er im darauffolgenden Jahr nochmals erringen. 1988 wurde er Europameister und Deutscher Bundesligameister. 1996 wurde er bei der WM Dritter. Den Weltmeisterschaftstitel konnte er sich in den Jahren 2002, 2003, 2005 und 2006 sichern.
Im Speedway-WM Grand Prix trat Barth als Wildcard-Pilot auf : GP Deutschland 1997 Landshut, GP Deutschland 1998 Pocking, GP Deutschland 2001 Berlin und GP Tschechien 2004 in Prag. Auch in der Speedway-Nationalmannschaft fuhr Barth einige Jahre.
In ausländischen Ligen startete Barth in den 1990er Jahren in Pilsen/Tschechien und auch ein kurzes Engagement in der polnischen Liga steht ihm zu Buche. Heute arbeitet Barth erfolgreich als Motorentuner und Mentor. Er betreut u. a. den finnischen Langbahn-GP Piloten Aki-Pekka Mustonen und ist Mentor des erst 15-jährigen Bahnsport-Supertalents Michael Härtel.
Aufgrund seiner sportlichen Erfolge wurde Barth 2005 zum ADAC Sportler des Jahres gewählt.